# Amarante (colorant)
Pour les articles homonymes, voir Amarante.
L'amarante est un colorant azoïque anionique pourpre utilisé en cosmétique et comme colorant alimentaire connu sous le numéro E123.
Il a été banni comme additif alimentaire en 1976 aux États-Unis par la Food and Drugs Administration (FDA) car il est suspecté d'être cancérigène.
Il peut être utilisé entre autres sur la fibre synthétique, le cuir et le papier.